# جغد و پیشی
«جغد و پیشی» (به انگلیسی: The Owl and the Pussy-Cat) شعری جفنگ از ادوارد لیر است که نخستین بار در سال ۱۸۷۰ در مجله آمریکایی آور یانگ فوکس: ان ایلستریتید مگزین فور بویز اند گرلز (Our Young Folks: an Illustrated Magazine for Boys and Girls) چاپ شد.